# Kalenice (Pologne)
Pour les articles homonymes, voir Kalenice.
Kalenice (prononciation [kalɛˈnit͡sɛ]) est un village de la gmina de Łyszkowice, du powiat de Łowicz, dans la voïvodie de Łódź, situé dans le centre de la Pologne.
Sa population s'élevait à 474 habitants en 2011.

## Administration
De 1975 à 1998, le village était attaché administrativement à l'ancienne voïvodie de Skierniewice.

Depuis 1999, il fait partie de la nouvelle voïvodie de Łódź.